# Przybyszyn
Przybyszyn – wieś w Polsce położona w województwie podlaskim, w powiecie wysokomazowieckim, w gminie Ciechanowiec.
W latach 1975–1998 miejscowość administracyjnie należała do województwa łomżyńskiego.
Wierni kościoła rzymskokatolickiego należą do parafii Trójcy Przenajświętszej w Ciechanowcu, a prawosławni do  parafii Wniebowstąpienia Pańskiego w Ciechanowcu.

## Historia
W I Rzeczypospolitej wieś należała do ziemi drohickiej w województwie podlaskim.
Pod koniec wieku XIX w powiecie bielskim, gubernia grodzieńska, gmina Skórzec. Grunty rolne o powierzchni 334 dziesięcin.
W roku 1921 w Przybyszynie naliczono 59 budynków z przeznaczeniem mieszkalnym i 454 mieszkańców (216 mężczyzn i 238 kobiet). Narodowość polską zadeklarowało 448 osób, a białoruską 6. Wyznanie rzymskokatolickie zgłosiło 421 osób, prawosławne 19, a mojżeszowe 14.

## Współcześnie
Przybyszyn tworzy wspólne sołectwo z pobliską wsią Kostuszyn.
Organizacje i obiekty pożytku publicznego
- Ochotnicza Straż Pożarna, jednostka typu „M”
- kaplica dojazdowa pw. św. Franciszka z Asyżu

Usługi
- zakład murarski
- zakład krawiectwa damskiego, ciężkiego i męskiego
- firma handlu obwoźnego artykułami przemysłowymi i spożywczymi
- firma instalacyjno- elektryczna